# Leandro Lima
Leandro Lima (26. prosince 2001, São Paulo – 29. března 2025, Prostějov) byl brazilský fotbalový útočník, naposledy hráč Prostějova. Nejčastěji nastupoval na pozici pravého křídelníka.

## Klubová kariéra
S fotbalem začal v rodné Brazílii. Zde prošel i akademiemi slavných brazilských klubů, např. Fluminense či Bahia.

### União Mogi FC
V krátké štaci v klubu na předměstí São Paula nastoupil do 13 zápasů, připsal si sedm přesných zásahů. Debut si připsal proti Paulistě, kdy odehrál 20 minut.

### FK Pardubice
Do jeho prvního evropského angažmá se vydal v létě 2022. V týmu nebyl jediný Brazilec, setkal se zde s Bernardem Rosou. V první sezoně střídal áčko i rezervu Pardubic. Premiérový zápas v pardubickém dresu odehrál dne 31. července 2022 proti Českým Budějovicím, kdy Pardubice utrpěly domácí porážku 2:0. První gól v áčku si připsal proti ostravskému Baníku, kdy v 83. minutě překonala jeho střela brankáře Letáčka a zvýšil na konečný stav 2:4. V sezoně 2023/24 odehrál jen jeden zápas v A-týmu a stal se spíše hráčem rezervy.

### FC Samgurali Cchaltubo
V roce 2023 hostoval v gruzínském Samgurali.

### 1. SK Prostějov
Na roční hostování kvůli neprosazení v Pardubicích přišel dne 31. srpna 2024. Zde nastupoval pravidelně v základní sestavě. Premiérovou branku si připsal 6. října proti rezervě pražské Sparty, kdy Prostějov prohrál 5:2. Do svého posledního zápasu nastoupil dne 14. března 2025 proti Vlašimi, kdy odehrál první poločas.

## Osobní život
Jeho bratr Leo Jabá je taktéž fotbalista, hrál například za Corinthians či řecký PAOK.

### Úmrtí
Lima byl nalezen bez známek života chvíli před půlnocí dne 29. března 2025. Zemřel ve věku 23 let ve svém bytě v Prostějově.